# Mobile Suit Gundam SEED Astray
Mobile Suit Gundam SEED Astray (機動戦士ガンダムSEED ASTRAY?, Kidō Senshi Gundam Seed Astray) è una collezione di gaiden (storie-collaterali) manga ambientati nella linea temporale Cosmic Era della metaserie Gundam.
Mentre le storia principale di Mobile Suit Gundam SEED/Destiny sono focalizzate sulla lotta tra l'Alleanza Terrestre, ZAFT e Unione di Orb, la serie Astray è focalizzata sui tre prototipi di mobile suit MBF-P0x e sui loro rispettivi piloti ed organizzazioni a cui appartengono (e che esistono ai margini della storia principale). Il MBF-P03 Astray Blue Frame pilotato da Gai Murakumo dell'unità mercenaria Serpent Tail. Il MBF-P02 Astray Red Frame pilotato da Lowe Gear della Junk Guild. Il terzo, l'MBF-P01 Astray Gold Frame viene mostrato nei manga, ma non esiste una storia in cui sia protagonista.
Le serie sono:
- Astray R: segue le avventure del Red Frame, del suo pilota Lowe e dei suoi associati della Junk Guild.
- Astray B: segue Gai Murakumo ed i suoi compagni dell'unità mercenaria Serpent Tail. È stato pubblicato all'interno della rivista di modellismo Dengeki Hobby come "fotonovela"
- Gundam SEED Astray segue le storie di entrambi i robot (Red Frame e Blue Frame) pure essendo focalizzata principalmente su Lowe e la Junk Guild
- Gundam SEED X Astray è incentrata su Canard Pars, il risultato di un fallimento del progetto Coordinatore Definitivo. Canard è all ricerca di Kira Yamato per poterlo sconfiggere e dimostrare quindi di non essere un "fallimento". Durante la sua ricerca combatte contro chiunque incontri, entrando così in conflitto con Lowe Guele e la Junk Guild
- Gundam SEED Destiny Astray, correntemente (luglio 2005) in corso di pubblicazione su Gundam Ace. Il protagonista è il giornalista Jess Rubble ed il suo Gundam Astray Out Frame.